# فلورا ماكدونل
فلورا ماكدونل (بالإنجليزية: Lady Flora McDonnell)‏ هي كاتِبة بريطانية، ولدت في 7 نوفمبر 1963.